# Bahnhof Stammersdorf

Der Bahnhof Stammersdorf ist ein ehemaliger Bahnhof in Stammersdorf im 21. Wiener Gemeindebezirk Floridsdorf und war Ausgangspunkt der Stammersdorfer Lokalbahn.

## Geschichte

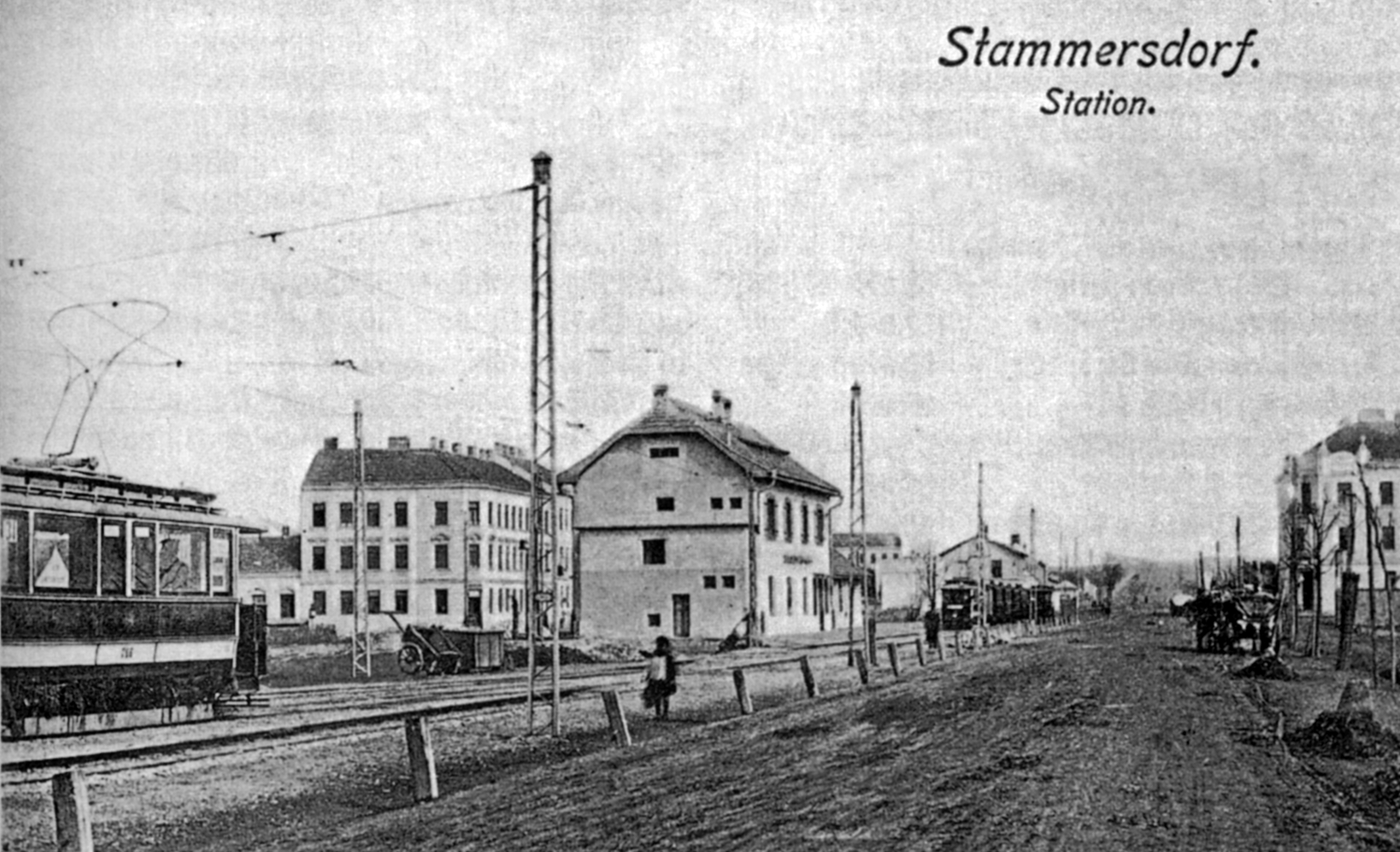
Das Bahnhofsgelände an der Brünnerstraße um 1913. Mittig das neue Aufnahmsgebäude im Bau, davor die Umsteigestation zur Straßenbahn. Links ein Triebwagen der Type G

Der Bahnhof wurde 1884 durch die Dampftramway Krauss & Comp. (DTKC) als Endpunkt ihrer Dampfstraßenbahn-Linie von der Augartenbrücke nach Stammersdorf an der nach Norden führenden Brünnerstraße errichtet. Ursprünglich gab es nur ein einfaches Umfahrungsgleis sowie wie ein kleines, einstöckiges Aufnahmsgebäude.
1903 wurde die anschließende, 21 Kilometer lange Stammersdorfer Lokalbahn nach Auersthal eröffnet und der Bahnhof damit zu einem Durchgangsbahnhof. Da die Lokalbahn jedoch nun mit den größeren Vollbahn-Lokomotiven Nr. 31 und 32 betrieben wurde, erfolgte im Bahnhof ein Umspannen der Maschine. 1908 übernahm die Gemeinde Wien gemeinsam mit der DTKC die Bahnlinie und eröffnete 1909 die Verlängerung nach Groß Schweinbarth.
Mit der Elektrifizierung und Eingliederung der Linie von Wien nach Stammersdorf ins Netz der Wiener Straßenbahn am 30. Dezember 1911 wurde die Strecke geteilt und der Bahnhof Stammersdorf zum Endbahnhof. Mit 1. Mai 1913 übernahmen die Niederösterreichischen Landesbahnen die Lokalbahn und ließen westlich der bisherigen Gleisanlagen einen dreigleisigen Bahnhof mit neuem Aufnahmsgebäude sowie einen Güterschuppen und das Heizhaus Stammersdorf errichten. Die Straßenbahn hatte ihre Endstelle weiterhin vor dem neuen Bahnhofsgebäude. Eine Gleisverbindung zwischen beiden Bahnen existierte noch bis 1925 und wurde gelegentlich zum Überstellen von Güterwagen genutzt.

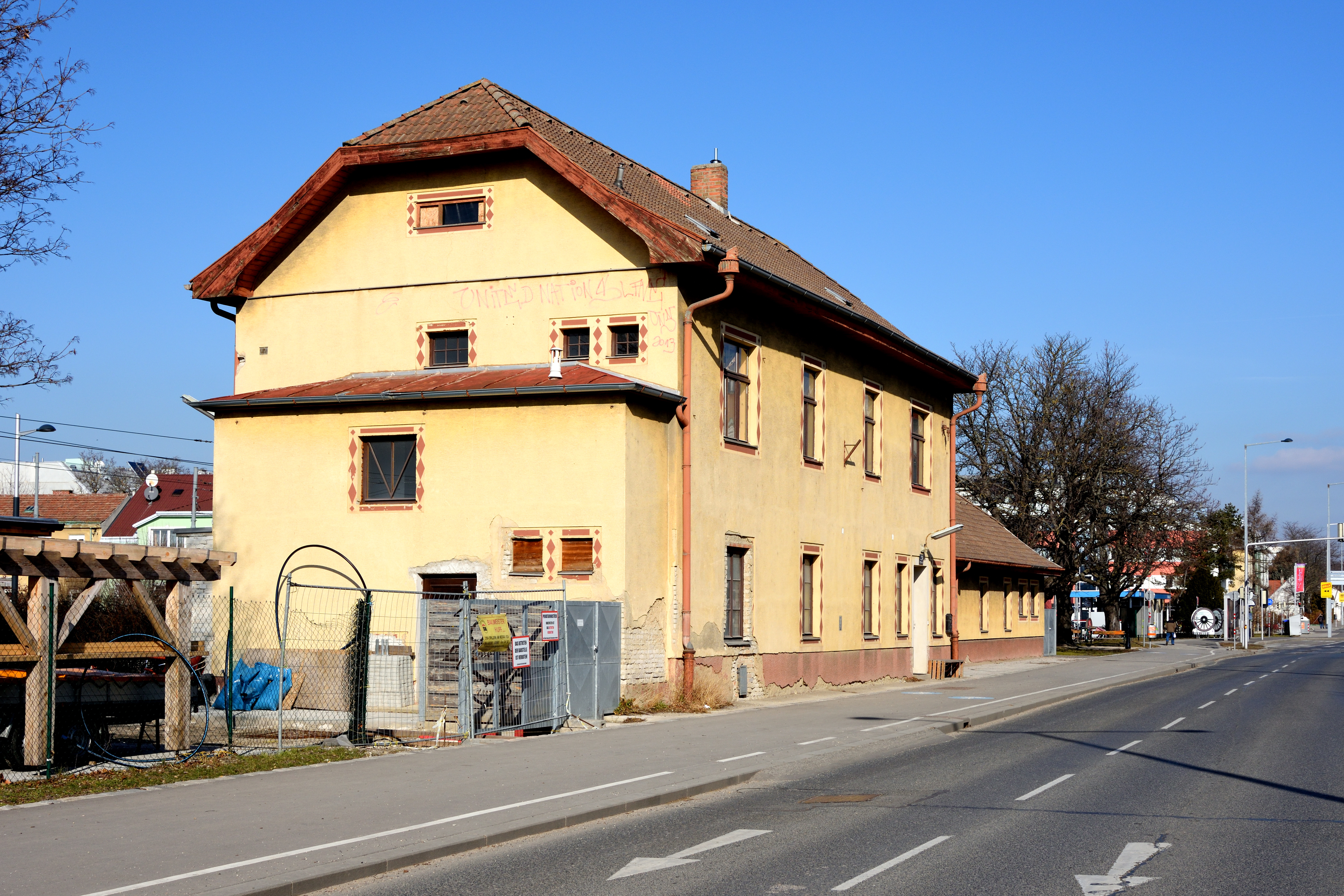
Das Aufnahmegebäude straßenseitig (2019)

Das Verkehrsaufkommen auf der Lokalbahn war stets bescheiden, es verkehrten maximal 8 Zugpaare pro Tag. Aus Sparsamkeitsgründen probierten die BBÖ in den 1930er Jahren mehrere Bauarten von Verbrennungsmotortriebwagen auf der Lokalbahnstrecke aus. Nach dem Zweiten Weltkrieg erfolgte der Abtransport der Besatzungstruppen auch von Stammersdorf aus. In den 1950er Jahren wurden die Gleisanlagen stellenweise erneuert. In den 1970er Jahren wurde die Endstelle der Straßenbahnlinie 331 hinter das Bahngelände verlegt und eine Gleisschleife angelegt.
Das Verkehrsaufkommen auf der Stammersdorfer Lokalbahn blieb jedoch, vermutlich aufgrund der mangelhaften Anbindung nach Wien, stets gering. Gemeinsam mit weiteren schlecht ausgelasteten Nebenstrecken wurde der Betrieb auf der Lokalbahn daher am 28. Mai 1988 eingestellt. Die Bahnanlagen verfielen nach der Einstellung, im Jahr 1995 wurden die Gleise entfernt.
2007 wurden die Straßenbahngleise in den ehemaligen Gleisbereich des Lokalbahnhofes verlegt und in den folgenden Jahren ein kleiner Bahnhofspark mit Lokomotivdenkmal errichtet. Das Aufnahmsgebäude sowie das Heizhaus Stammersdorf aus der Zeit der NÖLB sind mittlerweile denkmalgeschützt. Auch das ehemalige Aufnahmegebäude der DTKC aus 1884 existierte noch über das Ende der Lokalbahn hinaus. Es befand sich zwischen dem Lokalbahnhof und dem mittlerweile ebenfalls abgerissenen Gasthaus an der Ecke Stammersdorfer Hauptstraße/Brünnerstraße und wurde im Zuge der Neugestaltung des Bahnhofsplatzes in den Jahren um 2010 abgerissen.

### Bilder

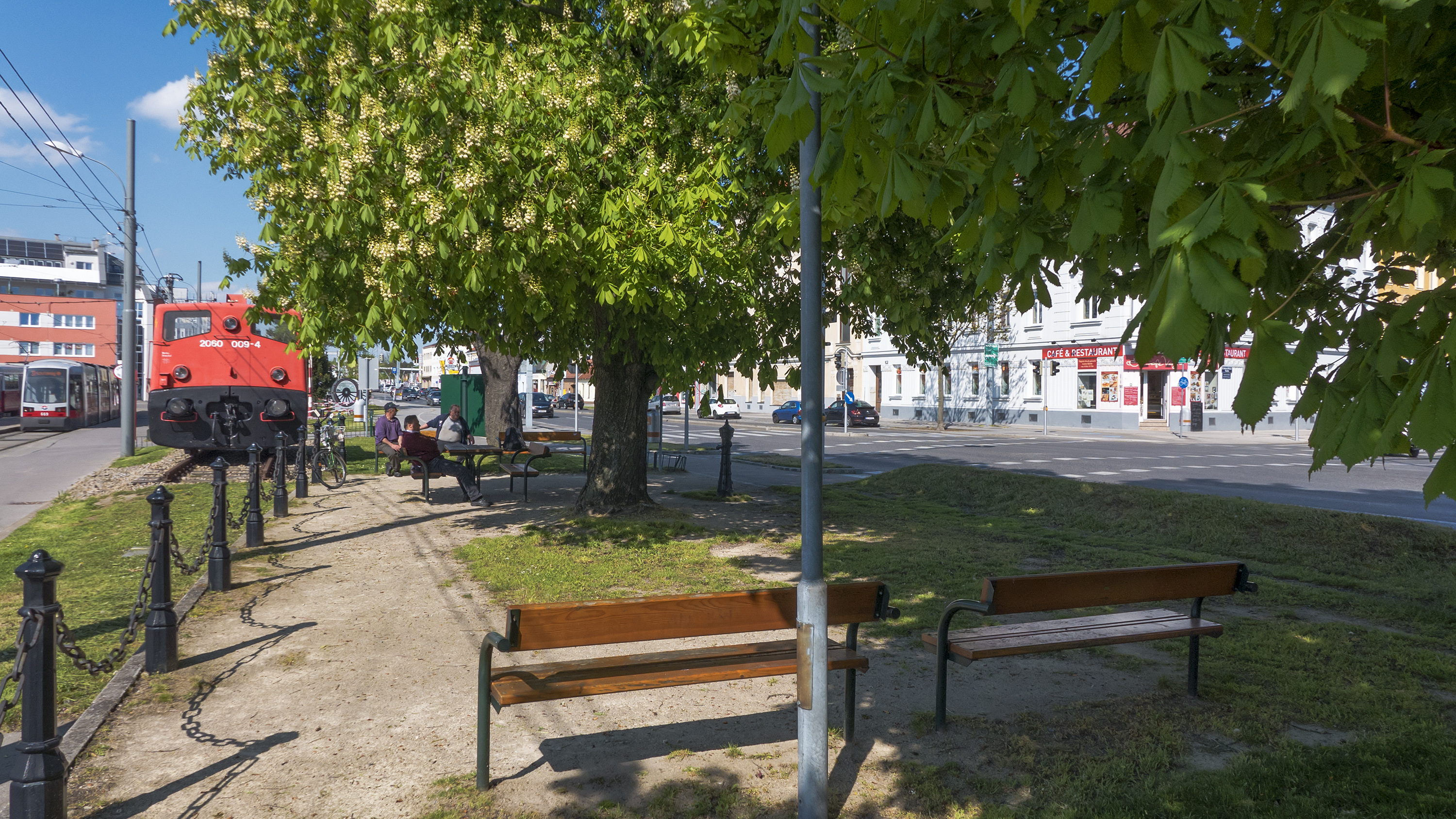
Bahnhofspark, Blickrichtung Nord
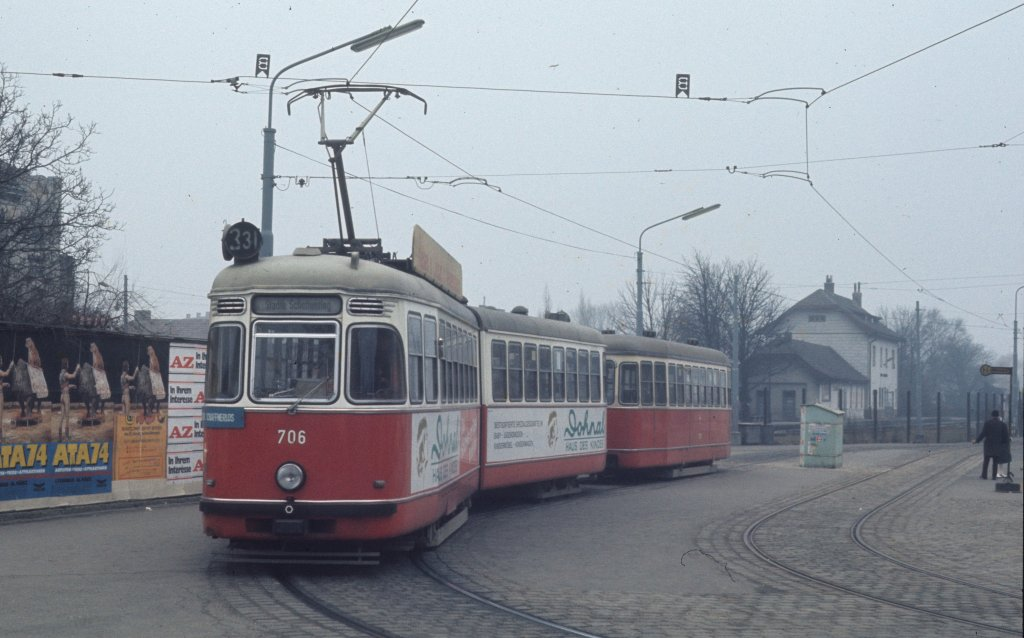
Straßenbahnendstelle hinter dem Lokalbahnhof (1974)
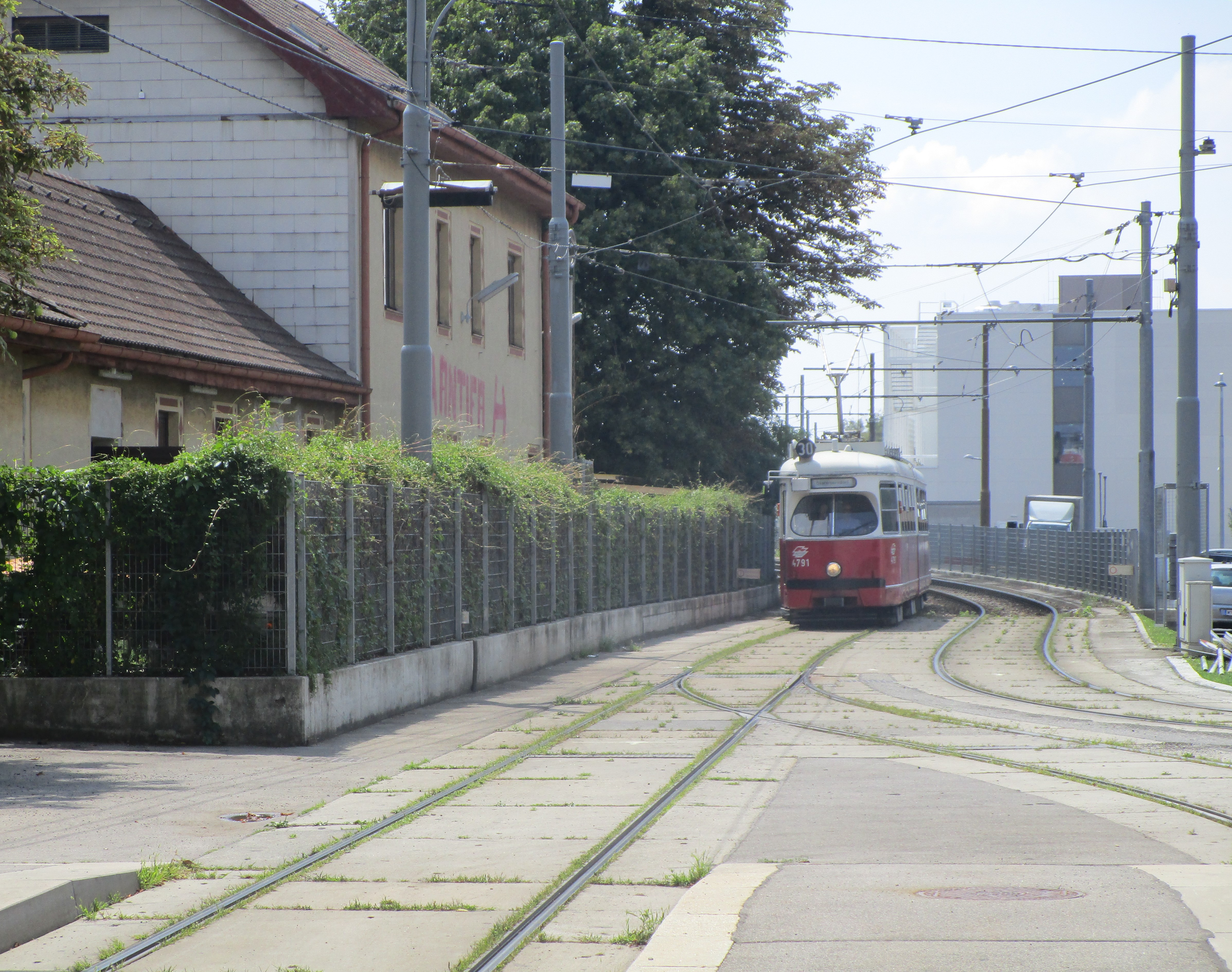
Straßenbahngleise im ehemaligen Lokalbahn-Gleisbereich
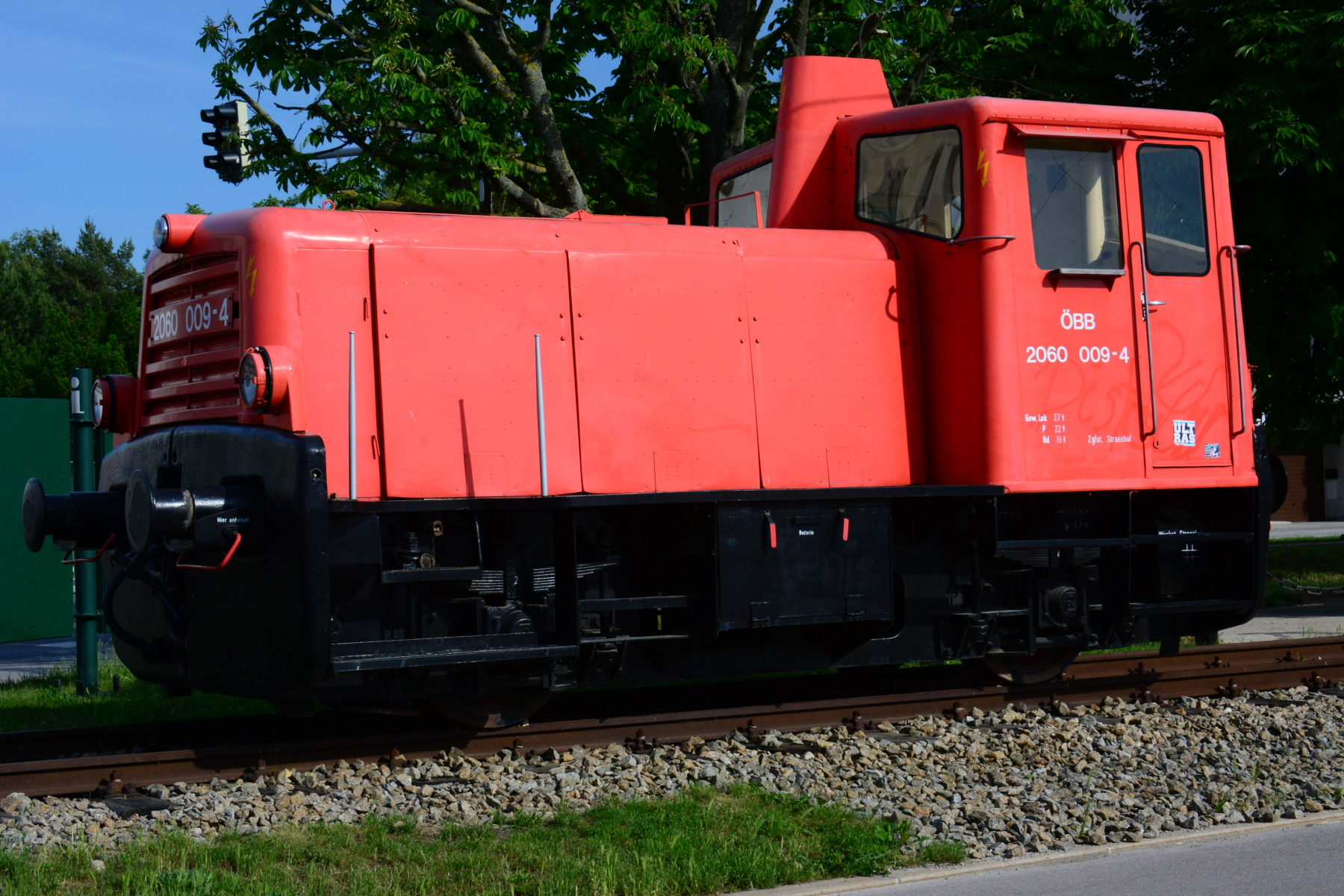
Denkmallok ÖBB 2060.09
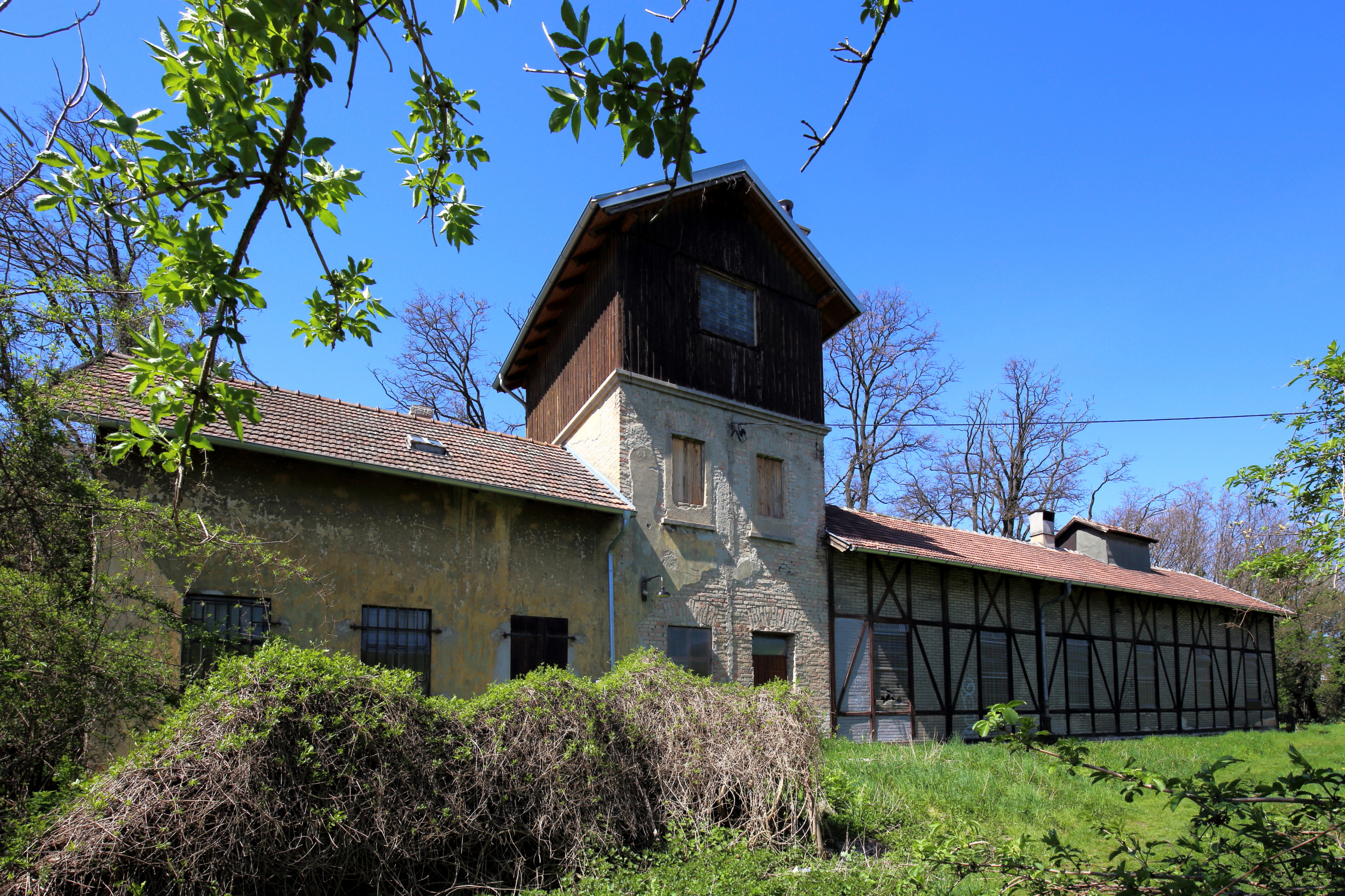
Ehemaliges Heizhaus Stammersdorf